# Musa ibn Faris al-Mutawakkil
 (indiquez la date de pose grâce au paramètre date).
Musa ibn Faris al-Mutawakkil (أبو فارس موسى المريني) est un sultan mérinide ayant régné de 1384 à 1386.

## Biographie
Musa ibn Faris remplace le sultan Abu'l-Abbas Ahmad al-Mustansir en 1384. Son accession est organisée par la dynastie nasride de l'émirat de Grenade. Musa ibn Faris est un fils handicapé de l'ancien sultan Abu Inan Faris. Musa Ben Faris règne jusqu'en 1386. Il est remplacé par Muhammad ibn Ahmad Abu Zayyan al-Wathiq, qui règne jusqu'en 1387. Abul Abbas récupère ensuite le trône.